# Ritoók Zsigmond (ítélőtáblai elnök)
Gálszécsi Ritoók Zsigmond (Darvas, 1837. február 9. – Nagyvárad, 1905. április 22.) királyi ítélőtáblai elnök.

## Életútja
Ritoók Dániel földbirtokos és Tóth Sára fiaként született, 1837. február 16-án keresztelték. A debreceni református kollégiumban végezte a gimnáziumot, azután a pesti egyetem jogi karának hallgatója lett, majd a bécsi egyetemet kereste fel. Tanulmányait elvégezve 1858-tól 1861-ig a helytartótanácsnál szolgált. 1861-ben ügyvédi diplomát szerzett és azután gyakorló ügyvéd volt Nagyváradon, ahol 1869-ben a város iskolaszékének elnöke és 1875-ben az ügyvédi kamara megalakulásával annak szintén elnöke lett. Szilágyi Dezső mint igazságügyminiszter, államtitkárul óhajtotta maga mellé venni, de Ritoók megszokott körében akart maradni. Mint nagytekintélyű jogászt 1891-ben ügyvédből a nagyváradi itélőtábla tanácselnökévé, majd 1892-ben elnökévé nevezték ki. Egyházmegyéje 1877-ben megválasztotta őt segédgondnokának; az 1881. október 31-ei zsinaton egyházmegyéje megbizásából egyik jegyzőjévé választatott; a fontosabb kérdések tárgyalásánál gyakran szólalt fel. Az igazságügyi palota felépítésében is jelentős érdemei voltak. Meghalt 1905. április 22-én Nagyváradon, 68 éves korában. Halála hírére Nagyvárad város rendkívüli közgyűlésben határozta el, hogy az elhunytat a város halottjának tekinti, arcképét a közgyűlés terme számára lefesteti.
Cikkei megjelentek a Nagyváradban (1883. Korunk, 1885. Nézetek a nők jogi és társadalmi helyzetéről, 1886. A közgazdasági centralisatio s a központi fővárosok befolyása a vidéki városok jövőjére, 1887. Társadalmi problémák, ismertetés a communismus és socialismus köréből, 1889. 36-38. szám. A szabadságról); a Népnevelési Közlönyben (Nagyvárad, 1886. Laikus észrevételek a nevelésről); a nagyváradi Szabadságban (1887. 183-188. sz. A községi iskolák védelmére); a biharmegyei népnevelési egyesület Naptárában (1888. A pálinka-kór ellen); a Debreczeni Protestáns Lapban (1889. Nézetek az evang. ref. egyház helyzetéről és teendőinkről); a Protestáns Szemlében (1900. Emlékkönyv. Az egyesületi tevékenység szükségessége a magyarországi protestáns egyházban.)

## Munkái
- Társadalmi törvények, alkalmazásával a népesedési mozgalomra. Felolvasás. Nagyvárad. 1884. (Felolvasások. Kiadja a nagyváradi szépítési egylet.)
- Nézetek a törvénytelen gyermekek jogi helyzetéről. Nagyvárad, 1903. (A nagyváradi Jogászegylet Kiadványai.)